# Vicia lomensis
Vicia lomensis — вид квіткових рослин з родини бобових (Fabaceae). Ареал: Перу.

## Середовище
Зустрічається на висотах від 120 до 3110 метрів над рівнем моря. Вид поширений вздовж узбережжя Перу. Vicia lomensis — розпростерта трав'яниста рослина, яка переважно зустрічається на схилах пустельних районів, таких як пустеля Сечура, серед кактусових та трав на піщаних та супіщано-суглинкових ґрунтах. Однак про цю вику також повідомляли з перуанських Юнгас (вологі ліси) та вологих пун Центральних Анд (гірські луки та чагарники).